# 助太刀屋助六
助太刀屋助六（すけだちやすけろく）是日本导演冈本喜八原创的一个古装复仇故事。曾推出过电视剧版、电影版和舞台剧版。

## 概况
1969年，在执导完电影《肉弹》后，冈本喜八创作了原创故事漫画《助太刀屋助六》，以生田大作的笔名刊载于日本的漫画月刊《漫画読本》1969年4月号上。同年，冈本在日本TBS电视台制作的“复仇”主题系列短篇剧集中将其电视剧化。2002年，冈本喜八重新将其拍摄成同名电影《助太刀屋助六》。2012年，梅田艺术剧场以原作为基础，创作出舞台剧《助太刀屋助六外传》。

## 故事简介
所谓助太刀，在日语中指的是复仇时为了确保成功而找来的帮手，助太刀屋就是专以帮人报仇为职的人。故事的主角助六就是这样一个以帮助他人复仇为生的人。
助六生下来就不知道父亲是谁，五岁时与他相依为命的母亲去世了，十七岁时他离开了家乡上州（现日本山形县新庄市），前往江户。半路上遇到有人复仇，他不假思索地帮助了复仇者。事后那个武士对他万分感谢，还给了他不少钱，这使得助六不禁飘飘然，从此沉迷于提他人报仇的虚荣之中。直到有一天，一个被复仇者塞给他十五两金子，求他放他一命，他开始产生了疑问。
带着那十五两金子，助六买了件新和服，回到了家乡上州。他先拜祭了母亲的墓，又遇到了童年的好友太郎，这时的太郎已经成为了一个番太，他告诉助六这里即将发生一起复仇。七年前，当时担任此地八州取缔役的片仓梅太郎酒后杀死了自己的两个同僚后潜逃，现在那两个人的弟弟要来报杀兄之仇。在江户时代，复仇原本是被法律严厉禁止的，然而这次的复仇却是一起由现任八州取缔役榊原织部主导，整个上州的官差都有参与的“官方复仇”。换言之，复仇结束后官府会处理尸体，伪造报告，复仇的二人不但不会受到任何制裁，还能接任他们兄弟之前的职务。本想参与帮忙的助六被告知没有他出场的机会了，于是他来到棺桶屋找到了被寻仇的那个片仓。一番闲聊后，助六渐渐觉得这人并非穷凶极恶的坏蛋，产生了想要帮助他对抗复仇者的想法。而片仓却惊讶地发现助六其实是自己的亲生儿子这个事实，于是他打晕了助六，独自出门面对复仇者的刀刃。
事情的真相是，当年的片仓因不堪忍受官府的腐败，愤然杀死了两个受贿的同僚，而如今这场复仇只不过是官府为了解决片仓掩盖罪行而使用特权导演的一出戏码。最终片仓寡不敌众战死，而得知真相的复仇者妻木涌之助因不愿同流合污也被杀死。转醒后的助六意外从棺桶屋老爹的口中得知了身世，决心帮助自己替父报仇。经过了一番斗智斗勇，助六终于成功斩杀了仇人榊原，却死在了官差的火枪之下。

## 电影
日本导演冈本喜八执导的电影。
1995年，冈本喜八在拍摄电影《East Meets West》中突患脑梗塞，言语困难，六年后的《助太刀屋助六》也是他在患病之后首次执导的作品。2001年10月，本片在第14届東京国際电影节上作为特別招待作品放映， 2002年2月16日在日本公映。2005年，冈本喜八去世，本片成为他最后的作品。
电影版讲述了一个与69年原作不一样结局。不同于原作里助六悲剧的死亡，电影版中助六只是装死，最后与心爱的姑娘阿仙一起去了江户，还成为了马运快递的创始人。

### STAFF
- 导演·编剧：冈本喜八
- 原作：生田大作（《助太刀屋》等）
- 制作总指挥：中村雅哉
- 企划：西冈善信、冈本みぬ子、猿川直人、森知贵秀
- 制作：丰忠雄、宫内正喜
- 出品：石丸省一郎、西村維樹、藤倉博
- 协力出品：能村庸一、福岛聪司、浅田惠介

- 摄影：加藤雄大
- 美术：西冈善信
- 照明：中冈源权
- 录音：横野一氏工
- 调音：神保小四郎
- 剪辑：川岛章正
- 副导：武内孝吉
- 音楽：山下洋辅
- 和鼓：林英哲
- 题字·海报作画:山藤章二
- 协力制作：喜八Production、映像京都
- 制作：日活、富士电视台
- 配给：东宝

### CAST
- 助太刀屋助六：真田广之
- 阿仙：鈴木京香
- 太郎：村田雄浩
- 片倉梅太郎：仲代達矢
- 榊原織部：岸部一徳
- 脇屋新九郎：鶴見辰吾
- 妻木涌之助：風間トオル
- 竹野：山本奈奈
- 酒店老板娘：岸田今日子
- 棺桶屋老爹：小林桂樹
- 堀田某：本田博太郎
- 倉田某：友居達彦
- 助六所受委托的相关人物：天本英世、伊佐山ひろ子、田村奈巳、竹中直人、佐藤允、岛田久作